# 2 lire
La moneta italiana da 2 lire è apparsa per la prima volta come moneta del Regno d'Italia nel 1861.

## Regno d'Italia

### Vittorio Emanuele II
Al dritto riportava l'effigie di Vittorio Emanuele II volta a destra, intorno Vittorio Emanuele II e in basso la data. Sotto il collo "Ferraris", il nome dell'autore Giuseppe Ferraris. Il diametro di 27 mm e pesava 10 grammi; era d'argento e fu emessa sia al titolo di 900/1000 sia di 835/1000.
Per il rovescio ne esistono due tipi:
- stemma sabaudo con corona e con il collare dell'Annunziata entro rami d'alloro. In basso l'indicazione del valore con a sinistra il segno di zecca e a destra la sigla BN (per Banca Nazionale) in incuso dentro un rettangolo; intorno "REGNO D'ITALIA". Coniata a Torino e Napoli tra il 1861 e il 1863.
- valore su due righe. In alto "REGNO D'ITALIA", in basso rami d'alloro e segno di zecca. Coniata nel 1863 a Torino e Napoli. Accanto al segno di zecca la sigla "BN" in incuso dentro un rettangolo.

Da notare che dal 1863 al 1917 il titolo dell'argento è di 835/1000.
In tutte le coniazioni in argento da 2 lire (anche durante i regni di Umberto I e Vittorio Emanuele III), il contorno presentava in incuso la scritta FERT ripetuta tre volte alternata a nodi savoia e rosette.
I segni di zecca sono:

Napoli = N
Torino = T

### Umberto I
La moneta di Re Umberto I al diritto presentava la testa nuda del re volta a destra, intorno "UMBERTO I - RE D'ITALIA" e in basso la data. Sotto al collo "Speranza", l'autore: Filippo Speranza.
Al rovescio c'era lo stemma sabaudo coronato e con il collare dell'Annunziata e intorno rami di lauro e di quercia. Il valore era ai lati dello stemma. In basso il segno di zecca.
Fu coniata a Roma dal 1881 al 1899.
Nel 1890 e 1896 furono coniate monete da due lire per l'Eritrea appena annessa. La moneta valeva anche 2/5 di tallero.
Al diritto il busto coronato del Re con corona volto a destra in uniforme. Intorno UMBERTO I RE D'ITALIA a data. Sotto il busto SPERANZA, l'autore.
Al rovescio il valore in italiano, arabo e aramaico su tre righe sotto la stella italiana. Intorno COLONIA ERITREA, in basso, rami di alloro e il segno di zecca R (Roma).

### Vittorio Emanuele III
Con Vittorio Emanuele III tra il 1901 e il 1917 furono emesse monete da due lire in argento, che rispondevano alle deliberazioni dell'Unione Monetaria Latina. Ci sono tre tipi:
- "Aquila sabauda" (1901 - 1907)

dritto: testa nuda dx; intorno "VITTORIO EMANUELE III". Sotto il nome dell'autore Speranza
rovescio: aquila araldica coronata con scudo sabaudo sul petto. Intorno "REGNO D'ITALIA". Il valore in basso ai lati del segno di zecca (Roma)
- "Quadriga veloce" (1908 - 1912)

dritto: testa nuda del re in uniforme dx; intorno "VITTORIO EMANUELE III . RE D'ITALIA". Sotto il nome dell'autore "D. CALANDRA M."
rovescio: quadriga verso sin., guidata dall'Italia stante trainata da cavalli che si impennano. In esergo il nome dell'incisore "L. Giorgi Inc." e il  segno di zecca (R).
- "Cinquantenario Unità d'Italia" (1911)

dritto: testa nuda del re volta a sx; intorno "VITTORIO EMANUELE III RE D'ITALIA". Sotto i nomi degli incisori "D. TRENTACOSTE" e "L. GIORGI"
rovescio: due figure allegoriche che simboleggiano l'Italia (la figura femminile) e la città di Roma (la figura maschile posta su di un piedistallo al cui lato si intravede un aratro). Sullo sfondo la prora di una nave mercantile. A destra le date 1861-1911. A sinistra l'indicazione del valore (L.2) e sotto il segno di zecca (R).
- "Quadriga briosa" (1914 - 1917)

dritto: testa nuda del re in uniforme dx; intorno "VITTORIO EMANUELE III . RE D'ITALIA". Sotto il nome dell'autore "D. CALANDRA M."
rovescio: quadriga verso sin., guidata dall'Italia stante trainata da cavalli che corrono. In esergo il nome degli autori "D. Calandra" e "A. Motti Inc.” e il  segno di zecca (R).
Dopo la prima guerra mondiale dal 1923 fu battuto in nichelio un buono da lire 2 emesso per sopperire alle spese di guerra. Fascio littorio con scure a destra. a sinistra su tre righe BUONO DA LIRE 2; a destra la data. In basso sul lato destro del manico della scure il segno di zecca (R). A ore 1 sul bordo i nomi dell'incisore (A. MOTTI INC.) e dell'autore (P. MORBIDUCCI). Al rovescio semibusto del re volto a destra in uniforme. Intorno "VITTORIO EMANUELE III RE D'ITALIA". Aveva un diametro di 29 mm e pesava 10 g.

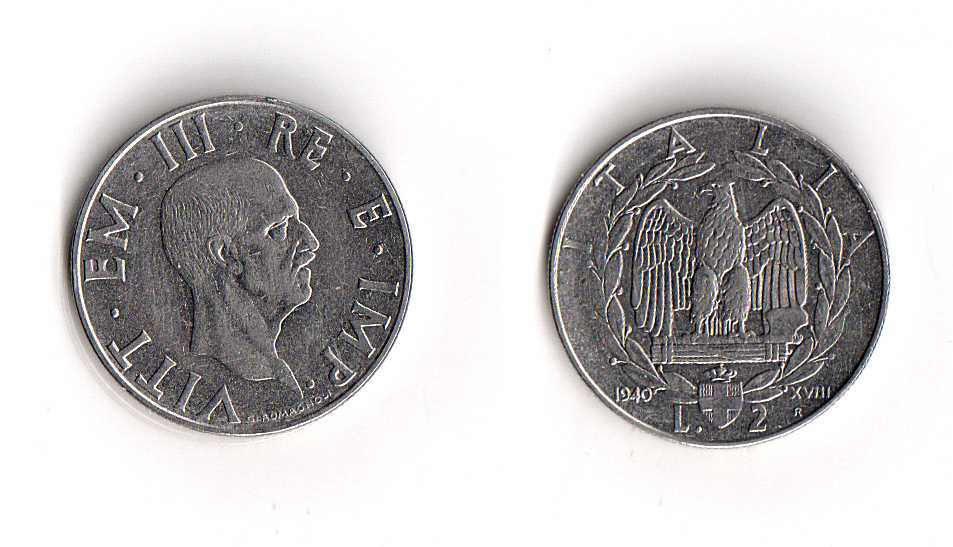
2 lire "Impero" del 1940 - XVIII.

Nel 1936 fu coniata in nichelio una nuova moneta. Al dritto testa nuda del re a destra e intorno "VITT EM III RE E IMP.". In basso il nome dell'autore "G. Romagnoli". Al rovescio era raffigurata un'aquila con ali spiegate e fascio tra gli artigli, intorno, corona di alloro e la scritta: ITALIA. In basso stemma sabaudo tra il valore (L. 2) con a destra la data fascista e il segno di zecca e a sinistra il millesimo. Con un diametro di 29,1 mm, pesava 10 g.
Dal 1939 la moneta fu coniata in lega di acmonital-nichelio (una lega poco ferromagnetica) a causa delle leggi autarchiche imposte dal governo fascista; successivamente vennero coniate in solo acmonital (un materiale decisamente ferromagnetico).

## Repubblica italiana
Dopo la proclamazione della repubblica le nuove monete da 2 lire sono state coniate in Italma, una lega a base di alluminio. Dal 1946 al 1950 la moneta da 2 lire aveva su un lato un aratore e sull'altra una spiga. Dal 1953 fu coniata una nuova moneta, sempre in Italma, di dimensioni minori che recava su un lato un'ape e sull'altro un ramoscello d'ulivo. La moneta fu coniata fino al 1959. La coniazione fu ripresa esclusivamente per il mercato collezionistico dal 1968, inclusa nelle confezioni che la zecca prepara per questo mercato.

### Spiga

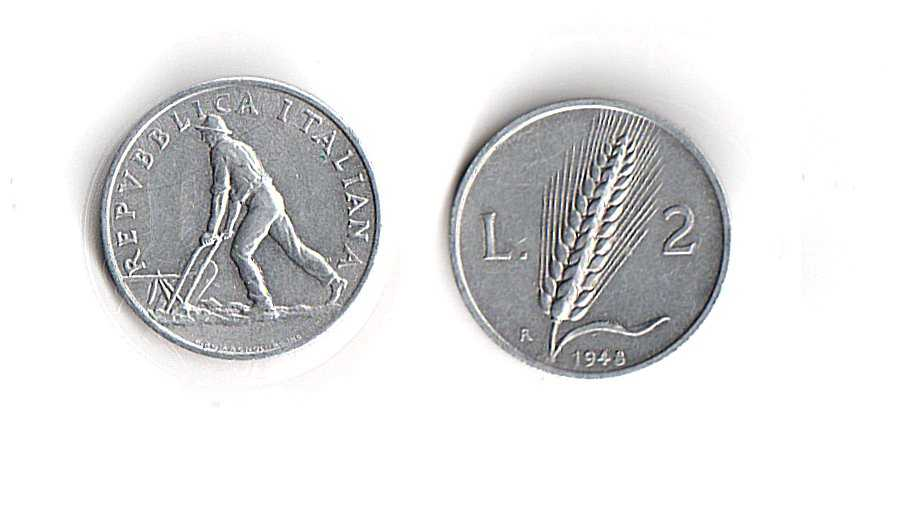
2 lire "Spiga" del 1948.

Con il decreto C.P.S. n.298 del 6 settembre 1946, fu autorizzata l'emissione delle monete da 1, 2, 5 e 10 lire. Le monete di questa serie furono coniate in italma, una lega a base alluminio.
Il decreto, nella descrizione, indicava il millesimo 1946 e di conseguenza furono emessi nuovi decreti per ogni coniazione successiva.
Il diametro della moneta è di 24,1 mm e il peso di 1,75 grammi
| Anno | Tiratura  |
| ---- | --------- |
| 1947 | 12 000    |
| 1948 | 7 200 000 |
| 1949 | 1 350 000 |
| 1950 | 2 640 000 |

I modelli sono di Giuseppe Romagnoli e l'incisione di Pietro Gianpaoli.
Al dritto era raffigurato un aratore, intorno REPUBBLICA ITALIANA e in esergo G. Romagnoli P. G. Inc.
Al rovescio era raffigurato una spiga di grano inclinata a sinistra tra l'indicadione del valore. A sinistra, il segno di zecca ("R") e la data. Il contorno è liscio
Ne sono stati ritirati 1.049.503 esemplari.

### Olivo
Nel 1953 fu emessa una moneta da 2 lire con al dritto un'ape ed al rovescio un ramo d'ulivo con l'indicazione del valore. Pesava 0,8 g, diametro 18,3 mm, metallo Italma.
In quegli anni l'inflazione crebbe molto e la moneta da due lire perse molto valore. Nel 1959 a causa di tali motivi si decise di cessarne la fabbricazione.
La fabbricazione della moneta riprese solo nel 1968, ma i pezzi coniati provenivano solo dalle confezioni per il collezionismo. Cessò con l'avvento dell'euro nel 2001.